# Hardcore hip hop
Hardcore hip hop é um estilo musical derivado do hip-hop e desenvolvido na cena East Coast hip hop. O termo pode referir-se também a outros gêneros como o gangsta rap e o rapcore.
Alguns exemplos desse segmento musical são: Gravediggaz, Wu-Tang Clan.